# George Thomas Moore
George Thomas Moore  (Indianapolis, 23 de fevereiro de 1871 — 27 de novembro de 1956) foi um botânico norteamericano.